# 이강우 (1938년)
이강우(李康雨, 1938년 10월 17일 ~ , 부산)는 대한민국의 공정거래위원회 부위원장을 지낸 공무원이다. 본관은 경주, 호는 석정(石庭)이다.

## 학력
- 1954년 ~ 1957년 : 경남고등학교 졸업
- 1957년 ~ 1961년 : 연세대학교 경제학과 학사 졸업
- 1968년 ~ 1969년 : 와세다 대학원 상학과 상학 석사
- 1982년 ~ 1984년 : 대한민국 국방대학원 행정학 석사

### 비학위 수료
- 1987년 ~ 1987년 : 대한민국 국방대학원 안보과정 수료

## 경력
- 1962년 : 경제기획원 근무 시작
- 1966년 ~ 1969년 : 주일본한국청구권사절단(도쿄)
- 1976년 2월 ~ 1979년 6월 : 경제기획원 경제기획국 투자2과 · 투자3과 과장(서기관)
- 1979년 7월 ~ 1981년 10월 : 경제기획원 외자관리국 관리2과 · 관리총괄과 과장(서기관)
- 1981년 11월 ~ 1983년 3월 : 재무부 국제금융국 투자진흥과 과장(서기관)
- 1983년 4월 ~ 1986년 12월 : 주일본대사관 재무관(부이사관)
- 1987년 : 경제기획원 국방대학원 파견
- 1988년 1월 ~ 1990년 12월 : 경제기획원 조사통계국 국장(이사관)
- 1990년 12월 ~ 1991년 4월 : 경제기획원 장관비서실장(이사관)
- 1991년 4월 ~ 1992년 7월 : 고속전철사업기획단 부단장(관리관)
- 1992년 7월 ~ 1994년 1월 : 공정거래위원회 상임위원(1급 상당)
- 1994년 2월 ~ 1994년 8월 : 공정거래위원회 부위원장 직대(1급 상당)
- 1994년 9월 ~ 1996년 6월 : 제2대 통계청 청장(관리관)
- 1996년 6월 ~ 1998년 7월 : 공정거래위원회 부위원장(차관급)
- 1996년 ~ : 국제통계학회(ISI) 종신회원
- 1997년 10월 : 경남고등학교 재경동창회 수석 부회장
- 1998년 5월 : 연세대학교 총동창회 부회장
- 1999년 12월 : 국제로타리 3640지구 서울한가람로타리클럽 회장
- 2002년 : 한나라당 국책자문위원